# Edwige Feuillère
Edwige Feuillère, pseudonimo di Edwige Louise Caroline Cunati (Vesoul, 29 ottobre 1907 – Boulogne-Billancourt, 13 novembre 1998), è stata un'attrice francese.

## Biografia
Di origini italiane per parte di padre, fu allieva del Conservatorio di Arte Drammatica di Digione e nel 1931 si diplomò al Conservatorio di Parigi, entrando subito dopo alla Comédie-Française. Nello stesso anno sposò l'attore Pierre Feuillère (del quale mantenne il cognome anche dopo il divorzio avvenuto nel 1933) e debuttò nel cinema con i film La Fine Combine (1931), accanto a Fernandel, e Le Cordon bleu (1931), nei quali recitò con lo pseudonimo di Cora Lynn, e, dopo una serie di ruoli minori, raggiunse la celebrità con le interpretazioni di Claudia Procula, moglie fredda e arrivista di Ponzio Pilato nel dramma storico Golgota (1935), e soprattutto con il ruolo di Lucrezia Borgia in Cesare e Lucrezia Borgia (1935) di Abel Gance, con cui destò sensazione per un'audace quanto fugace scena di nudo che fece di lei una vedette di prima grandezza.
La Feuillère recitò per il grande schermo durante tutti gli anni trenta, specializzandosi in ruoli di donna elegante e di mondo, ma anche di affascinante avventuriera. Nel film L'adorabile sconosciuta (1938) impersonò Véra Vronsky, una contessa russa in disgrazia che si associa con due truffatori, mentre nei melodrammi Feu! (1937), nel ruolo di una seduttrice che irretisce un ufficiale (Victor Francen), Tutto finisce all'alba (1939) di Max Ophüls, in cui interpretò una donna che si guadagna da vivere in un locale equivoco, e L'avventuriera (1940), l'attrice confermò l'immagine di femme maudite, amante di fuorilegge o prostituta. Ma fu anche un'eroina patriottica in Marthe Richard au service de la France (1937), storia romanzata di una celebre spia della prima guerra mondiale, girato accanto a Erich von Stroheim. Max Ophüls la diresse nuovamente l'anno successivo in Da Mayerling a Sarajevo (1940), offrendole il ruolo della contessa Sophie Chotek, mentre ne Il marchio sulla carne (1942), tratto da un'opera di Honoré de Balzac e con i dialoghi di Jean Giraudoux, la Feuillère fu la duchessa di Langeais, donna civettuola che si redime per amore.
Contattata nel 1935 dai produttori della MGM, la Feuillère non si lasciò tentare da Hollywood e dalla possibilità di diventare una star internazionale, preferendo mantenere il suo ruolo di primadonna in patria. Malgrado il notevole successo sul grande schermo, l'attrice rimase costantemente impegnata sulle scene teatrali, evidenziando progressivamente un talento di interprete che le valse l'appellativo di "nuova Sarah Bernhardt". Nella prima metà degli anni quaranta fu memorabile la sua Margherita Gautier nella trasposizione teatrale de La signora delle camelie di Alexandre Dumas, in scena nel 1939 a Bruxelles e l'anno seguente a Parigi, e altrettanto successo ottenne nel 1942 con il personaggio di Lia in Sodoma e Gomorra di Jean Giraudoux, ripreso successivamente nel 1944.
Alternando il cinema con il teatro, l'attrice tornò regolarmente sul set e fu protagonista de L'idiota (1946), dall'omonimo romanzo di Fëdor Dostojevskij, interpretando il ruolo di Nastasia Filipovna accanto a Gérard Philipe, mentre nel 1948 fu diretta da Jean Cocteau in L'aquila a due teste, trasposizione cinematografica dell'omonimo dramma teatrale, in cui impersonò l'infelice regina vedova che si innamora del giovane anarchico che intende ucciderla (Jean Marais). Nello stesso anno iniziò le rappresentazioni del dramma Partage de midi di Paul Claudel, in collaborazione con l'attore Jean-Louis Barrault, sodalizio che culminò nel 1951 con una trionfale tournée londinese della pièce. Partage de midi fu uno dei cavalli di battaglia della Feuillère, che durante gli anni cinquanta e sessanta interpretò altri celebri drammi come Fedra di Racine e La pazza di Chaillot di Jean Giraudoux.
L'attrice trovò ancora qualche notevole spunto sul grande schermo, in particolare nel film Quella certa età (1954), adattamento cinematografico di un romanzo di Colette, in cui impersonò una donna matura che istruisce un adolescente nei giochi d'amore, in La ragazza del peccato (1958), accanto a Jean Gabin e Brigitte Bardot, e nelle pellicole a episodi Amori celebri (1961) e Il delitto non paga (1962). L'ultima apparizione cinematografica risale al 1975 nel drammatico Un'orchidea rosso sangue, ma l'attrice continuò ad essere la "grande signora del teatro francese" anche in età avanzata, mietendo successi teatrali fino ai primi anni novanta, riprendendo più volte le rappresentazioni de La pazza di Chaillot e recitando in alcuni film per la televisione.
Insignita nel 1980 della Legion d'onore e premiata con il César alla carriera nel 1984, Edwige Feuillère morì per una crisi cardiaca il 13 novembre 1998, all'età di novantun anni.

## Filmografia
- La Fine combine, regia di André Chotin (1931) (con il nome Cora Lyne)
- Santarellina (Mam'zelle Nitouche), regia di Marc Allégret (1931)
- Le Cordon bleu, regia di Karl Anton (1932) (con il nome Cora Lynn)
- Monsieur Albert, regia di Karl Anton (1932)
- La Perle, regia di René Guissart (1932)
- Une Petite femme dans le train, regia di Karl Anton (1932)
- Maquillage, regia di Karl Anton (1932)
- La Voix du métal, regia di Youly Marca-Rosa (1933)
- Topaze, regia di Louis J. Gasnier (1933)
- Matricule 33, regia di Karl Anton (1933)
- Les Aventures du Roi Pausole, regia di Alexis Granowsky (1933)
- Toi que j'adore, regia di Albert Valentin e Géza von Bolváry (1934)
- Ces Messieurs de la santé, regia di Pierre Colombier (1934)
- Barcarolle, regia di Gerhard Lamprecht e Roger Le Bon (1935)
- Le Miroir aux alouettes, regia di Roger Le Bon e Hans Steinhoff (1935)
- Golgota (Golgotha), regia di Julien Duvivier (1935)
- Stradivarius, regia di Albert Valentin e Géza von Bolváry (1935)
- Cesare e Lucrezia Borgia (Lucrèce Borgia), regia di Abel Gance (1935)
- Amore, regia di Carlo Ludovico Bragaglia (1935)
- La Route heureuse, regia di Georges Lacombe (1936)
- Mister Flow, regia di Robert Siodmak (1936)
- Marthe Richard au service de la France, regia di Raymond Bernard (1937)
- La dama di Malacca (La Dame de Malacca), regia di Marc Allégret (1937)
- Feu!, regia di Jacques de Baroncelli (1937)
- L'adorabile sconosciuta (J'étais une aventurière), regia di Raymond Bernard (1938)
- L'avventuriera (L'Émigrante), regia di Léo Joannon (1940)
- Tutto finisce all'alba (Sans lendemain), regia di Max Ophüls (1940)
- Da Mayerling a Sarajevo (De Mayerling à Sarajevo), regia di Max Ophüls (1940)
- La signorina Buonaparte (Mam'zelle Bonaparte), regia di Maurice Tourneur (1942)
- Il marchio sulla carne (La Duchesse de Langeais), regia di Jacques de Baroncelli (1942)
- L'Honorable Catherine, regia di Marcel L'Herbier (1943)
- Il vero amore (Lucrèce), regia di Léo Joannon (1943)
- La Part de l'ombre, regia di Jean Delannoy (1945)
- Tant que je vivrai, regia di Jacques de Baroncelli (1946)
- L'idiota (L'Idiot), regia di Georges Lampin (1946)
- Otello deve morire (Il suffit d'une fois), regia di Andrée Feix (1946)
- L'aquila a due teste (L'Aiglon à deux têtes), regia di Jean Cocteau (1948)
- La diva in vacanza (Woman Hater), regia di Terence Young (1948)
- Il mio uomo sei tu (Julie de Carneilhan), regia di Jacques Manuel (1950)
- Ricordi perduti (Souvenirs perdus), regia di Christian-Jaque (1950)
- Olivia, regia di Jacqueline Audry (1951)
- La nostra pelle (Le Cap de l'expérance), regia di Raymond Bernard (1951)
- Quando le donne amano (Adorables créatures), regia di Christian-Jaque (1952)
- Quella certa età (Le Blé en herbe), regia di Claude Autant-Lara (1954)
- Frutto d'estate (Les Fruits de l'été), regia di Raymond Bernard (1955)
- Le Septième commandement, regia di Raymond Bernard (1957)
- Godot (Quand la femme s'en mêle), regia di Yves Allégret (1957)
- La ragazza del peccato (En cas de malheur), regia di Claude Autant-Lara (1958)
- La vita a due (La Vie à deux), regia di Clément Duhour (1958)
- Amori celebri (Amours célèbres), regia di Michel Boisrond (1961)
- Il delitto non paga (Le Crime ne paie pas), regia di Gérard Oury (1962)
- Aimez-vous les femmes?, regia di Jean Léon (1964)
- La Bonne occase, regia di Michel Drach (1965)
- Scusi, facciamo l'amore?, regia di Vittorio Caprioli (1969)
- OSS 117 prend des vacances, regia di Pierre Kalfon (1970)
- Le Clair de terre, regia di Guy Gilles (1970)
- Un'orchidea rosso sangue (Le Chair de l'orchidée), regia di Patrice Chéreau (1975)